# آبشار درای (کارولینای شمالی)
آبشار درای (کارولینای شمالی) (به انگلیسی: Dry Falls (North Carolina)) آبشاری است که در کارولینای شمالی، ایالات متحده آمریکا واقع شده و ارتفاع کلی ریزشگاه آن ۶۵ فوت (۱۹٫۸ متر) (Adams Book), ۸۰ فوت (۲۴٫۴ متر) (NCWaterfalls) است.